# Mitteldeutsche Sportzeitung
Die Mitteldeutsche Sportzeitung war eine deutsche Sportzeitschrift.
Sie war ein amtliches Organ des Deutschen Fußball-Bundes und das alleinige amtliche Organ des Verbandes Mitteldeutscher Ballspiel-Vereine sowie des Leipziger Hockey-Verbandes. Ihr Erscheinen ist von 1910 bis 1935 nachgewiesen.